# Krajina ve stínu
Krajina ve stínu je český černobílý dramatický film režiséra Bohdana Slámy z roku 2020, který vypráví historii jedné vesnice od 30. do 50. let 20. století. Byl natočen na motivy skutečné události, která se odehrála v květnu 1945 v jihočeské Tušti. Film měl kladné ohlasy u diváků i filmových kritiků a v roce 2021 získal šest Českých lvů.
Hlavní postavy jsou obyčejní lidé, kteří zažívají nacismus, druhou světovou válku i komunismus a každý z nich se s jejich krutostmi a násilím vyrovnává jinak. Jsou nuceni čelit těžkým rozhodnutím v časech, kdy selhává morálka i spravedlnost. Film odhaluje, jak se místní společnost proměňuje pod tlakem politických událostí – od kolaborace s nacisty přes odsun Němců až po komunistické represe. Důraz je kladen na osobní tragédie, morální dilemata a kolektivní vinu.

## Výroba
Pro režiséra Slámu byla Krajina ve stínu prvním filmem, v němž zpracoval historické téma a který točil podle cizího scénáře. Příběh filmu je inspirován poválečným masakrem v obci Tušť v oblasti Vitorazska v jižních Čechách na konci května 1945. Místní obyvatelé tu při takzvané očistě území od údajných „zrádců“ společně s partyzány povraždili svých čtrnáct sousedů německého původu.
Nebezpečí, že člověk přestane ctít hodnoty, jako je morálka a etika, a začne uvažovat o světě ideologicky, se týká i doby, ve které žijeme dneska. Tak si myslím, že Krajina ve stínu je vlastně docela aktuální.
Bohdan Sláma
Film se natáčel v roce 2019 ve vsi Bořice u Mirotic, kde režisér Sláma žije. Do řady rolí obsadil tamní neherce. Film je natočen černobíle na klasický filmový pás.

## Děj filmu
Film se odehrává v malé pohraniční vesnici na česko-rakouském pomezí od konce 30. do počátku 50. let 20. století. Její obyvatelé mluvili německy i česky, hlásili se jak k německé, tak české národnosti a žili spolu i s místními Židy v naprostém souladu. Po anšlusu Rakouska bylo nutné si vybrat, kdo je Rakušan, Němec a kdo Čech. Problémy začaly, když se část obce chtěla připojit k Rakousku, tedy k Říši. Dosud fungující spolužití se začalo hroutit.
Po vypuknutí války odjíždějí muži na frontu a vrací se jako invalidé, staří židovští manželé odjíždějí s transportem a gestapo odváží místního „revolucionáře“ Josefa.  Po válce se Josef vrací z koncentráku, zaslepený touhou po pomstě. Němečtí obyvatelé jsou označeni za nepřátele a kolaboranty. Za asistence násilnických ozbrojených band partyzánů a opilých vojáků Rudé armády dochází k lidovým soudům, vyvlastňování majetku a vyhánění „nežádoucích živlů“ z Československa. V inscenovaném procesu Josef odsoudí nevinné německé spoluobčany a ti jsou postříleni v hromadném hrobě.

## Obsazení
| Magdaléna Borová | Marie Veberová  |
| Stanislav Majer  | Karel Veber     |
| Csongor Kassai   | Josef Pachl     |
| Barbora Poláková | Marta Lišková   |
| Pavel Nový       | Arnošt Stein    |
| Petra Špalková   | Anna Svitková   |
| Zuzana Kronerová | Růžena Kotrbová |
| Ondřej Malý      | Alois Bednář    |
| Ági Gubik        | Eva Bednářová   |

## Ocenění
Český lev za rok 2020
- nejlepší scénář (Ivan Arsenjev)
- nejlepší ženský herecký výkon v hlavní roli  (Magdaléna Borová)
- nejlepší ženský herecký výkon ve vedlejší roli (Petra Špalková)
- nejlepší střih (Jan Daňhel)
- nejlepší hudbu (Jakub Kudláč)
- nejlepší kostýmy (Zuzana Bambušek Krejzková)
- nejlepší filmový plakát (Jan Poukar) – nestatutární cena

## Recenze
- František Fuka, FFFilm, 4. září 2020,  [8]
- Mirka Spáčilová, iDNES.cz, 10. září 2020,  [9]